# اس‌ام یو-۲
اس‌ام یو-۲ ممکن است به یکی از موارد زیر اشاره داشته باشد:
- اس‌ام یو-۲ (آلمان)
- اس‌ام یو-۲ (اتریش-مجارستان)